# René Dereuddre
René Dereuddre (Bully-les-Mines, 22 de junho de 1930 - Le Mans, 16 de abril de 2008) foi um futebolista francês. Ele competiu na Copa do Mundo FIFA de 1954, sediada na Suíça, na qual a seleção de seu país terminou na nona colocação dentre os 16 participantes.